# 陳俊宇
陳俊宇（1975年3月14日—），中華民國政治人物，宜蘭縣員山鄉人，民主進步黨籍，現任宜蘭縣選舉區立法委員、民進黨宜蘭縣黨部主任委員，其叔為前立委陳歐珀。過去曾任宜蘭縣議會議員、宜蘭縣員山鄉鄉民代表。
2023年7月15日，時任立委陳歐珀捲入im.B詐騙案自行宣布退選後，獲民進黨徵召參選宜蘭立委並當選。

## 生平
陳俊宇與陳歐珀都是宜蘭縣員山鄉人，兩人又有親戚關係，陳俊宇得以當選民主進步黨宜蘭縣黨部主任委員，陳歐珀幫了不少忙。
農家子弟出身，早期其家裡種植水果有楊桃、桶柑，父親為民進黨創黨黨員，家中經常有黨外先進來訪，使陳俊宇自小受到黨外思想薰陶。

## 經歷
- 2010年6月12日，當選第19屆員山鄉鄉民代表。
- 2014年11月29日，當選第18屆宜蘭縣議員。
- 2018年11月24日，以全縣第一高票之姿，當選第19屆宜蘭縣議員。
- 2020年5月24日，當選第18屆民進黨宜蘭縣黨部主任委員。[7]
- 2022年5月22日，連任第19屆民進黨宜蘭縣黨部主任委員。[8]
- 2022年11月26日，再度以全縣第一高票之姿，當選第20屆宜蘭縣議員。[9]
- 2024年1月13日，首度參選宜蘭立法委員，並且高票當選。

## 爭議

### 農業設施（集貨場）違規入住
2023年7月7日，陳俊宇甫獲民進黨提名參選2024宜蘭縣區域立委選舉，遭網路媒體報導，陳俊宇位在宜蘭縣員山鄉的住家，是陳向農委會（現為農業部）申請補助款建成的農業設施。媒體報導稱，宜蘭縣府曾在2015年開罰陳俊宇6萬，但其住宅仍續用至2023年才將部分違建拆除。。
2023年7月7日，陳俊宇便發布新聞稿並公開致歉表示，蓋建築是合法農業設施，但因有居住需求所以入住，現已遷出，並針對做出不好示範向社會大眾致歉。
2023年12月13日，陳俊宇承諾，對於前身為集貨場的房子，只要縣府提出違規，他一定配合改善，拆到剩一坪或全數拆除也絕對配合，並向縣民鄭重道歉，之前確實有進去住，做了不好的示範，接下來房子一天不合法，他就一天不會再進去住。
陳俊宇在2015年、2023年宜蘭地檢署已不起訴、他字案簽結，並載明「本案查無積極證據」，司法已還陳俊宇清白，陳俊宇盼對手拿出應有格調，回歸理性、正常的選舉。但選舉對手仍故技重施。。

## 成立國會打詐連線
2024年3月13日，因應近年來詐騙手法變化日新。民進黨立委陳俊宇、陳亭妃、吳琪銘、李坤城、林岱樺、陳秀寳、黃秀芳等人，在立法院舉行「打詐全方位，保護零死角」國會打詐連線成立記者會，宣布組成連線，訴求訂立打詐專法「詐欺犯罪防治條例」，以完善犯罪預防、金融管理、電信管理、網路管理、刑事司法，強化防堵詐騙機制，保障人民權益。
立委陳亭妃指，現行的法規無法應對新型態層出不窮的詐騙手法與犯罪，應該訂立專法防制詐騙。
而立委陳秀寳則呼籲，各大網路社群平台應履行企業社會責任，與政府合作並定期檢討相關防詐機制成效。而立委李坤城則主張自己將提案，主張犯罪首謀應加重刑責，將詐騙視為組織犯罪，應提高對犯罪首謀的刑責。
立委吳琪銘則表示，台灣詐欺案件在進入司法程序後，最後宣告刑往往有相較於法定刑偏輕的狀況，妥適的量刑標準也是法官依法審判的靠山，法務部應針對量刑的部分訂立完善的標準，若在法定刑罰不足的部分也能儘速檢討修正。
立委黃秀芳則代表連線提出基層執法單位的需求，認為面對先進的詐騙，必須要有先進的執法工具和授權，同時兼顧對人權的保障。例如推動科技偵查執法的制度，讓「M化車」等科技偵查措施合理合法使用，成為執法防堵詐騙的有效手段。
最後，立委陳俊宇表示，建議修法提高電信業者的違規成本，針對未落實查核者加重罰鍰。因為電信業者本身就應該肩負起其社會責任，落實用戶查核，以免詐騙集團一再利用人頭戶申辦門號、辦假帳號進行詐欺。

## 選舉紀錄
| 年度 | 選舉屆數                   | 選舉區           | 所屬政黨   | 得票數  | 得票率 | 當選標記            | 備註 |
| ---- | -------------------------- | ---------------- | ---------- | ------- | ------ | ------------------- | ---- |
| 2010 | 第十九屆員山鄉鄉民代表選舉 | 員山鄉第四選舉區 | 民主進步黨 | 875     | 28.88% |                     |      |
| 2014 | 第十八屆宜蘭縣議員選舉     | 宜蘭縣第四選舉區 | 民主進步黨 | 5,257   | 29.29% |                     |      |
| 2018 | 第十九屆宜蘭縣議員選舉     | 宜蘭縣第四選舉區 | 民主進步黨 | 9,479   | 55.98% | 同額競選 全縣最高票 |      |
| 2022 | 第二十屆宜蘭縣議員選舉     | 宜蘭縣第四選舉區 | 民主進步黨 | 9,197   | 58.77% | 同額競選 全縣最高票 |      |
| 2024 | 第十一屆立法委員選舉       | 宜蘭縣選舉區     | 民主進步黨 | 107,308 | 41.99% |                     |      |